# Media resource locator
Un localizador de recursos multimedia (en inglés media resource locator, abreviado MRL) es un URI usado para identificar y localizar de manera única un recurso multimedia. Ésta fue desarrollada como una extensión del RFC 3986, que define a las URLs. Son usados por los reproductores multimedia VideoLAN y Xine, así cono por la API de Java Media Framework (JMF).

## Estructura
VLC, por ejemplo, soporta los siguientes MRLs:
- dvd://[<dispositivo>][@<dispositivo raw>][@[<título>][,[<capítulo>][,<ángulo>]]]
- vcd://[<dispositivo>][@{E|P|E|T|S}[<número>]]
- http://<servidor>[:<puerto>]/[<archivo>]
- rtsp://<servidor>[:<puerto>]/<nombre del stream>

Algunos reproductores multimedia también soportan Video4Linux como v4l:// y v4l2://.